# جوان فوستر
جوان فوستر (بالكتالونية: Joan Fuster i Ortells) مواليد 23 نوفمبر 1922 في بلنسية، إسبانيا - الوفاة 21 يونيو 1992 في إسبانيا، هو كاتب إسباني، ويعتبر من الكتاب الرئيسيين في اللغة الكاتالونية،[بحاجة لمصدر] ساهمت أعماله في تنشيط اليسارية والقومية الموالية للكاتالونية في فالنسيا خلال انتقال إسبانيا نحو الديمقراطية.

## روابط خارجية
- جوان فوستر على موقع IMDb (الإنجليزية)
- جوان فوستر على موقع ميوزك برينز (الإنجليزية)